# Мізиди
Мізидові (Mysida) — ряд вищих раків з надряду Peracarida. Планктонні і бентосні ракоподібні, зазвичай невеликі, що зовні нагадують креветок. Відомо близько 800 видів, більшість з яких мешкає в прибережних водах морів. Нечисленні види перейшли до життя в наземних прісних водоймах і водоймах печер (близько 25 і 20 видів, відповідно).

## Зовнішня будова
Тіло видовжене, його довжина в більшості дорослих мізид становить близько 1-3 см, хоча відомі й глибоководні види розміром до 40 см. Тіло поділяється на передній відділ протоцефалон, далі йде гнатоцефалон, до якого об'єднані щелепні та 2-3 грудні (торакальні) сегменти, а також 6 вільних грудних сегментів та 6 сегментів черевця. Карапаксом вкриті всі сегменти грудей та голова, але зростається він лише з протоцефалоном, гнатоцефалоном та першими двома сегментами грудей. У глибоководних видів тіло часто забарвлено в червонуватий колір.
На голові розташовані фасеткові очі на стебельцях. Деякі глибоководні та печерні види втратили світлочутливі пігменти. На голові також розташовані 2 пари дуже довгих антен: власне антен і антенул. Антени одногіллясті, друга гілка (екзоподит) редукована до лусочки. Антенули двогіллясті та вкриті чутливими щетинками, антенули самців додатково мають невеликий придаток, який є органом хімічного відчуття та допомагає в пошуку самиці.
Верхня губа велика, прикриває щелепи. Щелепи зі щетинками, які допомагають фільтрувати планктон, передні максили з пластинчастим виростом, завдяки руху якого вода переміщується в порожнині карапакса. Також наявні 1-2 пара ногощелеп. Інші кінцівки плавальні, двогіллясті, іноді використовуються для повзання чи копання субстрату. 
Сегменти черевця також мають по парі двогіллястих кінцівок, перші п'ять з яких часто редуковані, зокрема в самиць. Останній сегмент несе дуже довгі ніжки, які доповнюють хвостовий плавець, утворений тельсоном.

## Фізіологія
Низка видів має зябра на грудних ніжках, а в інших газообмін здійснюється через тонкий карапакс. Серед органів чуття окрім очей та антен є органи рівноваги — статоцисти, що зазвичай розташовані біля основи внутрішньої гілки (ендоподита) черевних кінцівок.
У покривах мілководних видів часто є зірчасті клітини хроматофори. За умов освітлення спеціальні ендокринні залози в стебельцях очей передають сигнал цим клітинам збирати пігмент по центру й тіло світлішає, натомість в темний час доби пігмент поширюється по відростках хроматофору й тварина набуває темного забарвлення. Хроматофорів нема в глибоководних видів.
У деяких видів видільна система представлена одночасно й антенальними, й максилярними залозами, але більшість мають лише останні.

## Спосіб життя

### Екологія
Мізидові переважно фільтратори в товщі води, найчастіше мешкають у мілких водах, іноді глибоководні, трапляються й придонні види, а також мешканці припливно-відпливних зон. Також низка видів стали солонуватоводними або навіть прісноводними. При цьому чимало видів здатні до міграцій ближче до поверхні чи до дна, а також географічно з метою пошуку їжі — дрібного планктону. Іноді вони створюють великі скупчення довжиною в сотні метрів, описане скупчення виду Neomysis integer довжиною в 1 км при ширині декілька метрів.
Мізидовими живляться риби, зокрема промислові, та вусаті китоподібні.

### Життєвий цикл
Ці ракоподібні роздільностатеві, мають внутрішнє запліднення. Самець знаходить самицю за допомогою хімічних сигналів. Після парування самиця відкладає 10-160 яєць до спеціальної виводкової камери, яка утворена пластинками на останніх грудних ніжках (оостеглітах). З яєць вилуплюються молоді рачки, що розвиваються та ростуть шляхом линянь. Вони розвиваються без метаморфозу або з незначним метаморфозом.

## Різноманіття
Відомо близько 800 видів. 
У Чорному морі описано близько 30 видів мізидових, на території України декілька видів відомі також з річок басейнів Дніпра, Південного Бугу та Сіверського Донця.